# Mont-Saint-Éloi
Mont-Saint-Éloi (Nederlands: Sint-Elooi(s)berg) is een gemeente in het Franse departement Pas-de-Calais (regio Hauts-de-France). De gemeente maakt deel uit van het arrondissement Arras. Mont-Saint-Éloi telde op 1 januari 2022 1.023 inwoners.

## Geschiedenis
De plaats is gegroeid bij de voormalige Abdij van Mont-Saint-Éloi. In de 7de eeuw zou de heilige Eligius hier gebeden hebben en er ontstond hier eerste religieuze stichting. De heilige Vindicianus, bisschop van Kamerijk en Atrecht, zou hier begraven zijn. Na invallen door Noormannen in de 9de eeuw werd het klooster verlaten. Bij de herontdekking van het graf van Vindicianus in de 10de eeuw werd een basiliek opgetrokken. In 1068 werd de religieuze gemeenschap een augustijner abdij.
In de 18de eeuw werd een nieuwe abdijkerk opgetrokken. Bij de Franse Revolutie werd de abdij opgeheven en de meeste gebouwen werden ontmanteld. De westgevel bleef bewaard. Tijdens de Revolutie kreeg de gemeente even de naam Mont-la-Liberté.
In 1821 werd buurgemeente Écoivres (op dat moment 363 inwoners) opgeheven en aangehecht bij Mont-Saint-Éloi (op dat moment 603 inwoners). Écoivres had zelf in 1816 al Bray aangehecht.
In 1836 werden de laatste overblijfselen van de abdij door de staat gekocht. 
Tijdens de Eerste Wereldoorlog lag Mont-Saint-Éloi aan het front. De abdijtorens werden in 1915 deels vernield door Duits artillerievuur, omdat de torens als observatiepost konden dienen.

## Geografie
De oppervlakte van Mont-Saint-Éloi bedroeg op 1 januari 2022 15,85 vierkante kilometer; de bevolkingsdichtheid was toen 64,5 inwoners per km². Door de gemeente stroomt de Skarpe. In het zuidwesten van de gemeenten liggen de dorpen Écoivres en Bray.

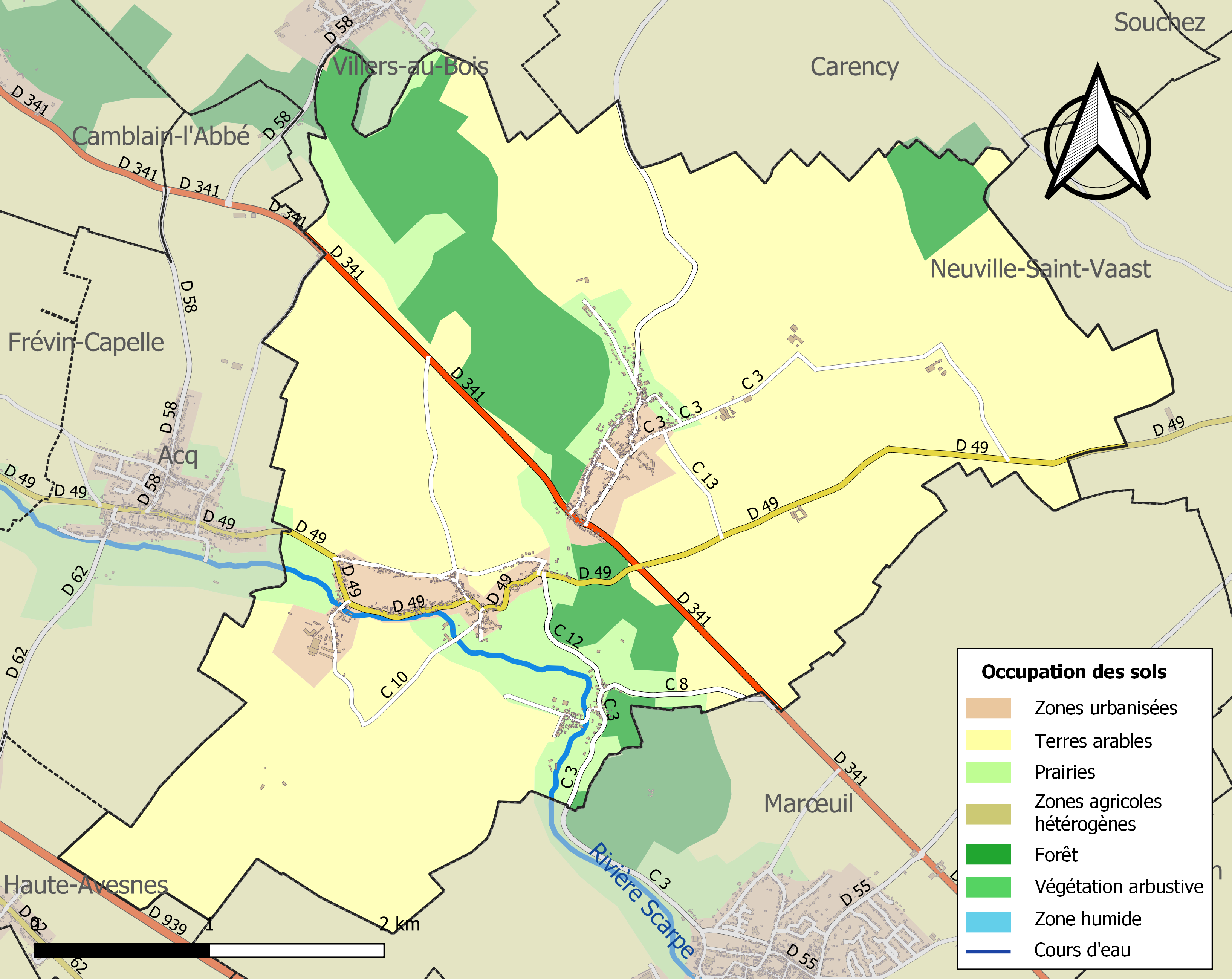
Kaart van de gemeente met belangrijkste infrastructuur, bodemgebruik en omliggende gemeenten

## Bezienswaardigheden

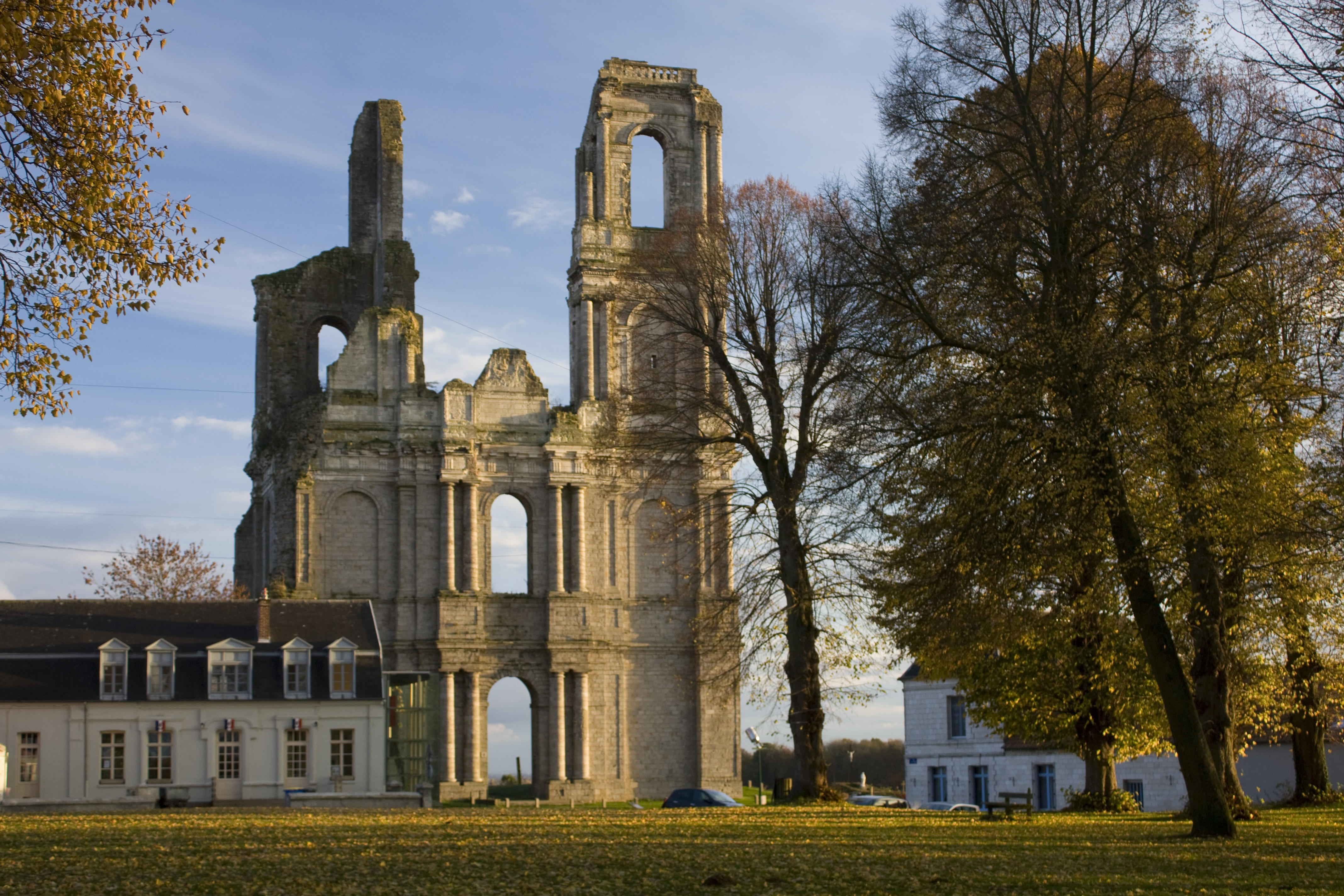
Resten van de abdij

- De ruïnes van de Abdij van Mont-Saint-Éloi werden in 1921 geklasseerd als monument historique.
- De Église Saint-Martin.
- Op de gemeentelijke begraafplaats van Mont-Saint-Éloi bevinden zich een Frans militaire perk en een Brits militaire perk uit de Tweede Wereldoorlog.
- Les Pierres Jumelles, twee geklasseerde menhirs in Écoivres.
- De Église Saint-Joseph in Écoivres, met een kenmerkende torenspits met hogels.

## Demografie
Onderstaande figuur toont het verloop van het inwonertal (bron: INSEE-tellingen).

## Verkeer en vervoer
Door de gemeente loopt de oude steenweg (Chaussée Brunehaut) van Atrecht naar Terwaan.